# Víctor Iranzo y Simón
Víctor Iranzo y Simón (1850-1890) fue un escritor español.

## Biografía
Escritor nacido en la localidad turolense de Fortanete el 6 de marzo de 1850, colaboró en publicaciones periódicas como El Juguete, El Recreo de las Familias, La Ilustración Popular, Valencia Ilustrada, Revista de Valencia, Lo Gay Saber, Valencia y La Ilustració Catalana. Falleció el 24 de enero de 1890.